# Lake Benton (Minnesota)
Lake Benton es una ciudad ubicada en el condado de Lincoln en el estado estadounidense de Minnesota. En el Censo de 2010 tenía una población de 683 habitantes y una densidad poblacional de 57,09 personas por km².

## Geografía
Lake Benton se encuentra ubicada en las coordenadas 44°15′48″N 96°17′32″O / 44.26333, -96.29222. Según la Oficina del Censo de los Estados Unidos, Lake Benton tiene una superficie total de 11.96 km², de la cual 9.79 km² corresponden a tierra firme y (18.19%) 2.18 km² es agua.

## Demografía
Según el censo de 2010, había 683 personas residiendo en Lake Benton. La densidad de población era de 57,09 hab./km². De los 683 habitantes, Lake Benton estaba compuesto por el 98.68% blancos, el 0.15% eran afroamericanos, el 0% eran amerindios, el 0% eran asiáticos, el 0% eran isleños del Pacífico, el 0% eran de otras razas y el 1.17% pertenecían a dos o más razas. Del total de la población el 0.29% eran hispanos o latinos de cualquier raza.